# دنیس شاپووالف
دنیس شاپووالُف (انگلیسی: Denis Shapovalov؛ زادهٔ ۱۵ آوریل ۱۹۹۹) تنیس‌باز اهل کاناداست. بهترین جایگاه او شماره ۱۳۰ تنیس جهان بوده است. شاپووالف در سن ۱۸سالگی با راهیابی به نیمه‌نهایی مسترز مونترال ۲۰۱۷، به جوانترین تنیس‌باز تاریخ بدل شد که به نیمه‌نهایی یک تورنمنت مسترز راه یافته است.